# Thomas Ohlsson
Thomas Mikael Ohlsson (Norrköping, 20 de septiembre de 1958) es un deportista sueco que compitió en piragüismo en la modalidad de aguas tranquilas.
Participó en dos Juegos Olímpicos de Verano en los años 1980 y 1984, obteniendo una medalla de plata en la edición de Los Ángeles 1984 en la prueba de K4 1000 m. Ganó tres medallas en el Campeonato Mundial de Piragüismo en los años 1981 y 1982.

## Palmarés internacional
| Juegos Olímpicos   | Juegos Olímpicos             | Juegos Olímpicos  | Juegos Olímpicos |
| Año                | Lugar                        | Medalla           | Evento           |
| ------------------ | ---------------------------- | ----------------- | ---------------- |
| 1984               | Los Ángeles (Estados Unidos) | Medalla de plata  | K4 1000 m        |
| Campeonato Mundial |                              |                   |                  |
| Año                | Lugar                        | Medalla           | Evento           |
| 1981               | Nottingham (Reino Unido)     | Medalla de plata  | K4 500 m         |
| 1982               | Belgrado (Yugoslavia)        | Medalla de bronce | K4 500 m         |
| 1982               | Belgrado (Yugoslavia)        | Medalla de oro    | K4 1000 m        |